# Puente Morandi (Toscana)
El puente Morandi es una estructura ubicada en el Lago di Vagli, en el municipio de Vagli Sotto, provincia de Lucca (Italia).

## Historia
La pasarela peatonal de Vagli Sotto en Garfagnana fue diseñada en 1953 por el ingeniero Riccardo Morandi para la Selt (Società Elettrica Liguria e Toscana) del Valdarno.
La pasarela, de 122 metros de largo, cruza la cuenca artificial en la que fluyen el torrente Lussia y el Edron, un afluente del río Serchio, conectando directamente la pequeña ciudad de Vagli di Sotto con el territorio de la orilla opuesta.
Las obras de construcción de la pasarela peatonal, completadas en 1955, fueron realizadas por la empresa romana Fratelli Giovannetti.

## Características

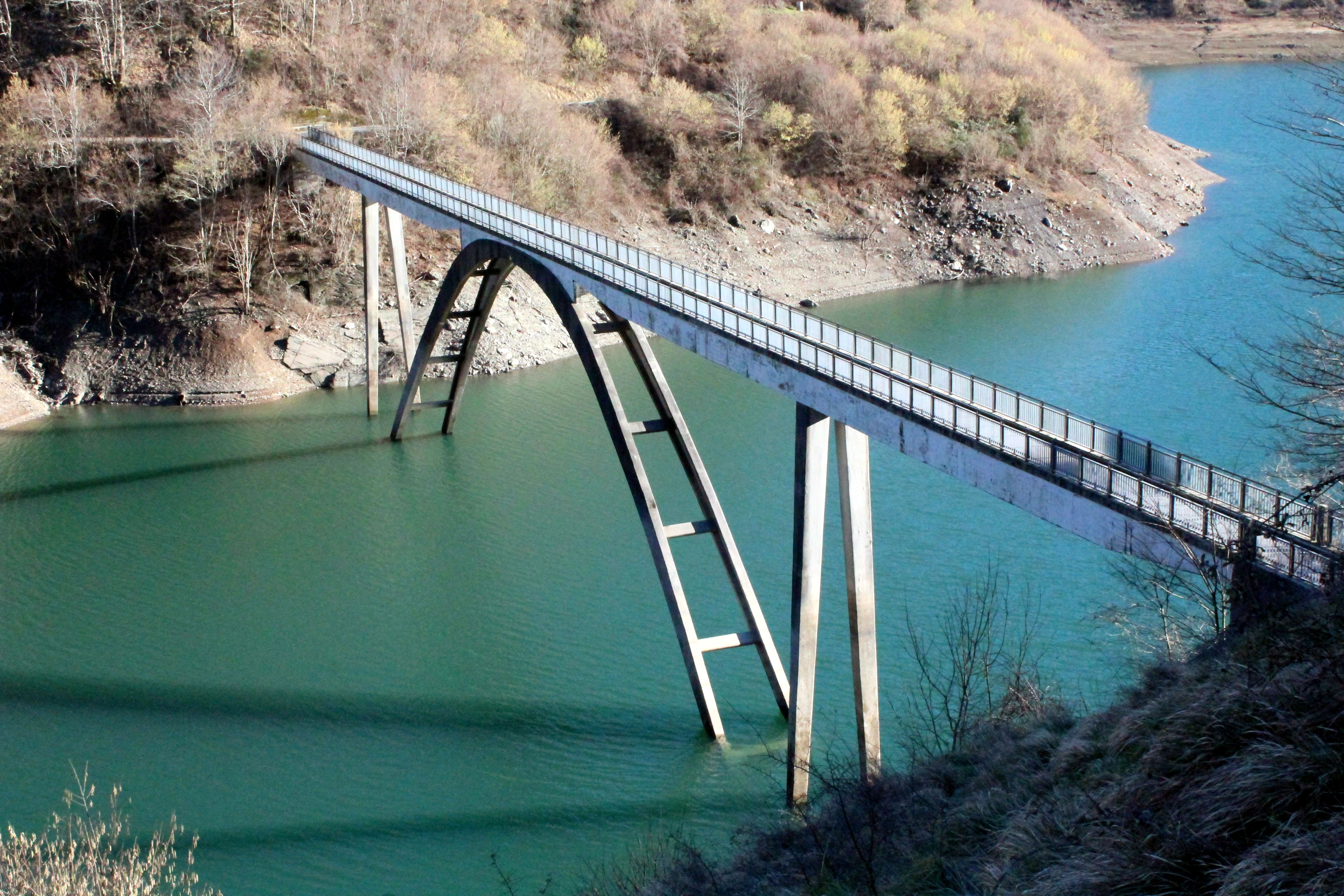
Cruce del Lussia

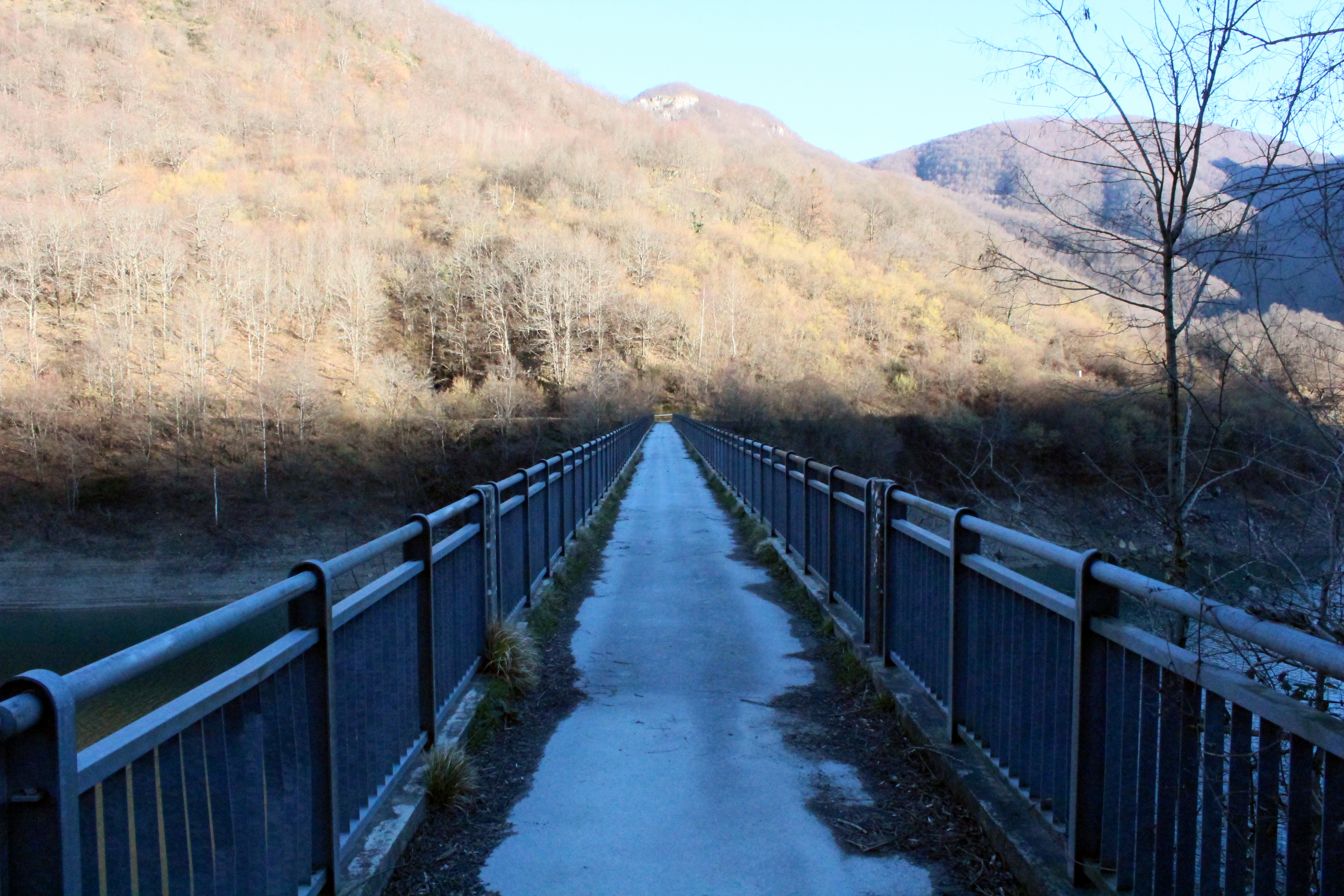
La pasarela peatonal

La simplicidad formal generada por la ligereza de la estructura se adapta visualmente a los elementos naturales del entorno, por lo que la pasarela no solo es una realización funcional de ingeniería, sino sobre todo una obra arquitectónica que se adapta armoniosamente al paisaje.
La estructura se resuelve con un simple arco triarticulado de 70 m de luz, flanqueado por dos vigas rectas, cada una con 24 m de luz. El ancho de la plataforma de hormigón pretensado es de 3,50 m, por lo que permite el paso de vehículos ligeros.
El arco está formado por dos costillas ligeramente extendidas conectadas entre sí por una serie de elementos rigidizadores. Los dos pilares verticales de 23,20 m de altura constan de dos marcos con forma de "V" invertida y sección variable. Esquemáticamente, los travesaños de los marcos están formados por dos nervios de 17 cm de espesor y 128 cm de alto conectados por una losa de 12 cm de espesor y por una serie de elementos transversales (elementos longitudinales). Las costillas han sido construidas con sillares no estructurales totalmente precomprimidos.
En esta realización, Morandi uso un sistema de precompresión provisional, un método patentado para llevar a cabo operaciones de ensamblaje en obra particularmente difíciles para reemplazar las costillas. Este método implica el diseño de una secuencia de fases de pretensado directamente relacionadas con el método de ensamblaje.
La construcción de una cimbra para sustentar el arco durante su construcción habría sido demasiado costosa debido a la profundidad del valle, la naturaleza del terreno y la dificultad para desmontarla debido a la inundación artificial planificada de la cuenca. En consecuencia, se decidió construir dos semiarcos, cada uno a un lado del valle. Los dos semicírculos unidos a sus soportes con rótulas, se rotaron, uno cada vez, reutilizando la misma maquinaria, hasta que el arco se cerró en la clave. En este punto, se erigió una torre temporal con tubos de metal, lo que permitió que los dos extremos de los marcos laterales se soldaran para girar en diferentes momentos sostenidos y guiados por soportes.
El resultado de las formas sobrias y esenciales es un ejemplo de la capacidad del diseñador para resolver los problemas estáticos con la máxima ligereza, mejorando la linealidad de la estructura.